# 桃乐茜·丹缀之
桃乐茜·丹缀之（英語：Dorothy Dandridge，1922年11月9日—1965年9月8日）是第一位入圍奧斯卡最佳女主角獎的黑人女星和第一个登上生活杂志封面的黑人，以《卡門瓊絲》一片走紅，并且以她优秀的歌艺及独特的舞台魅力，风靡了当时以白人为主流的娱乐圈，卻飽受當時種族歧視的對待。1965年9月8日，她被发现陈尸在独居的小公寓，死因是用药过量。